# Sagonne
Sagonne est une commune française située sur la route Jacques Cœur dans le département du Cher, en région Centre-Val de Loire.

## Géographie
La commune fait partie de la vallée de Germigny, qui doit son nom à Germigny-l'Exempt, s'étendant au sud-est du département, parallèlement à la Nièvre, dans des terrains calco-marneux du Jurassique en contrebas de la cuesta du Jurassique supérieur, qui est une assise de calcaire dur de l'étage Bathonien, épaisse de 50 m, correspondant au partage des eaux entre les bassins de la Loire et du Cher. C'est une zone de grand bocage, partiellement couverte de forêts et favorable pour le pâturage des bœufs blancs.

### Climat
Pour des articles plus généraux, voir Climat du Centre-Val de Loire et Climat du Cher.
En 2010, le climat de la commune est de type climat océanique dégradé des plaines du Centre et du Nord, selon une étude du CNRS s'appuyant sur une série de données couvrant la période 1971-2000. En 2020, Météo-France publie une typologie des climats de la France métropolitaine dans laquelle la commune est exposée à un climat océanique altéré et est dans la région climatique  Centre et contreforts nord du Massif Central, caractérisée par un air sec en été et un bon ensoleillement. 
Pour la période 1971-2000, la température annuelle moyenne est de 11,1 °C, avec une amplitude thermique annuelle de 15,6 °C. Le cumul annuel moyen de précipitations est de 788 mm, avec 11,7 jours de précipitations en janvier et 7,9 jours en juillet. Pour la période 1991-2020, la température moyenne annuelle observée sur la station météorologique la plus proche, située sur la commune de Sancoins à 7 km à vol d'oiseau, est de 11,7 °C et le cumul annuel moyen de précipitations est de 800,9 mm,. Pour l'avenir, les paramètres climatiques de la commune estimés pour 2050 selon différents scénarios d'émission de gaz à effet de serre sont consultables sur un site dédié publié par Météo-France en novembre 2022.

## Urbanisme

### Typologie
Au 1er janvier 2024, Sagonne est catégorisée commune rurale à habitat très dispersé, selon la nouvelle grille communale de densité à 7 niveaux définie par l'Insee en 2022.
Elle est située hors unité urbaine et hors attraction des villes,.

### Occupation des sols
L'occupation des sols de la commune, telle qu'elle ressort de la base de données européenne d’occupation biophysique des sols Corine Land Cover (CLC), est marquée par l'importance des territoires agricoles (86 % en 2018), une proportion sensiblement équivalente à celle de 1990 (86,2 %). La répartition détaillée en 2018 est la suivante : 
prairies (53,9 %), terres arables (32,1 %), forêts (12,5 %), zones urbanisées (1,5 %).
L'évolution de l’occupation des sols de la commune et de ses infrastructures peut être observée sur les différentes représentations cartographiques du territoire : la carte de Cassini (XVIIIe siècle), la carte d'état-major (1820-1866) et les cartes ou photos aériennes de l'IGN pour la période actuelle (1950 à aujourd'hui).

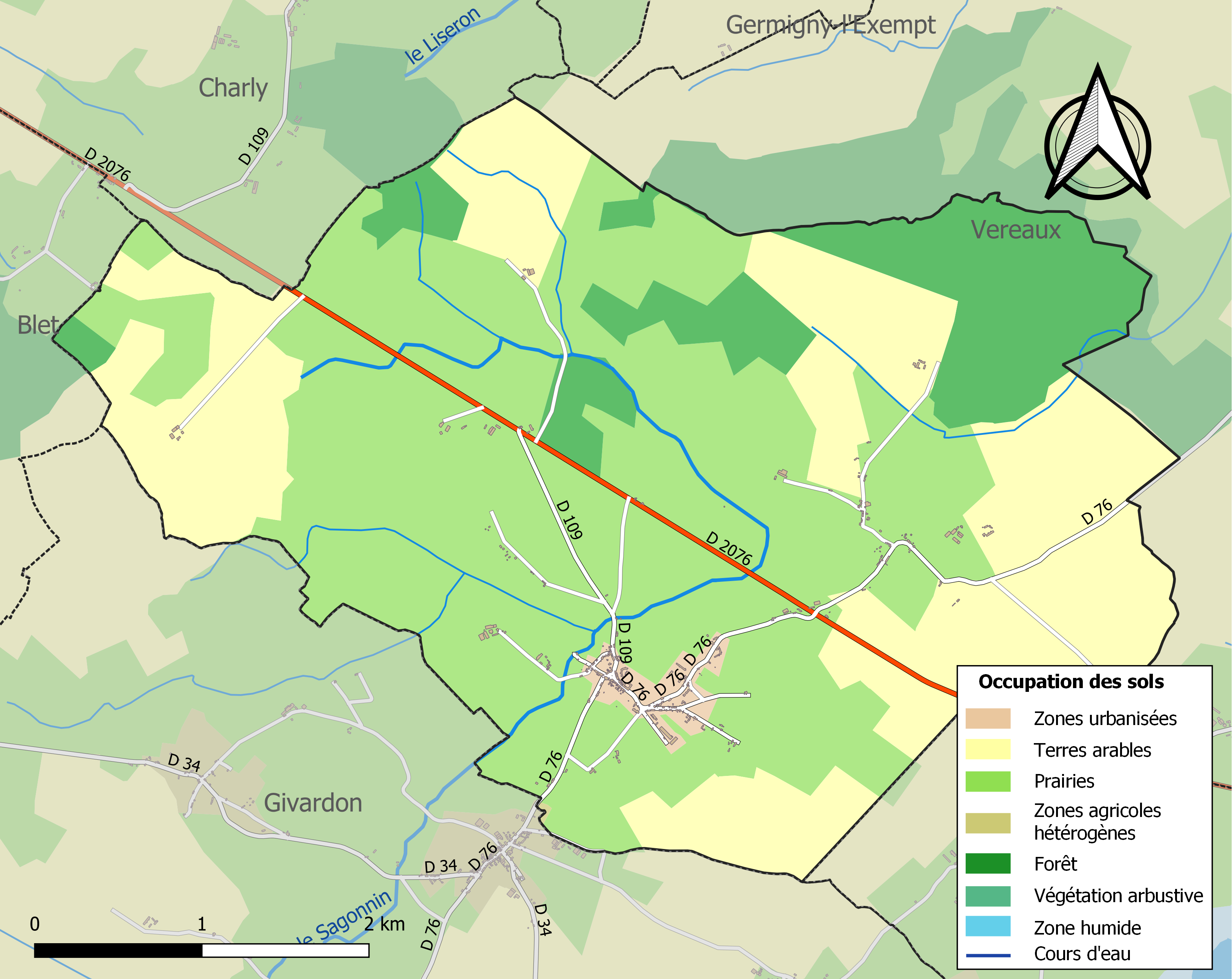
Carte des infrastructures et de l'occupation des sols de la commune en 2018 (CLC).

### Risques majeurs
Le territoire de la commune de Sagonne est vulnérable à différents aléas naturels : météorologiques (tempête, orage, neige, grand froid, canicule ou sécheresse), mouvements de terrains et séisme (sismicité faible). Il est également exposé à un risque technologique, le transport de matières dangereuses. Un site publié par le BRGM permet d'évaluer simplement et rapidement les risques d'un bien localisé soit par son adresse soit par le numéro de sa parcelle.

#### Risques naturels

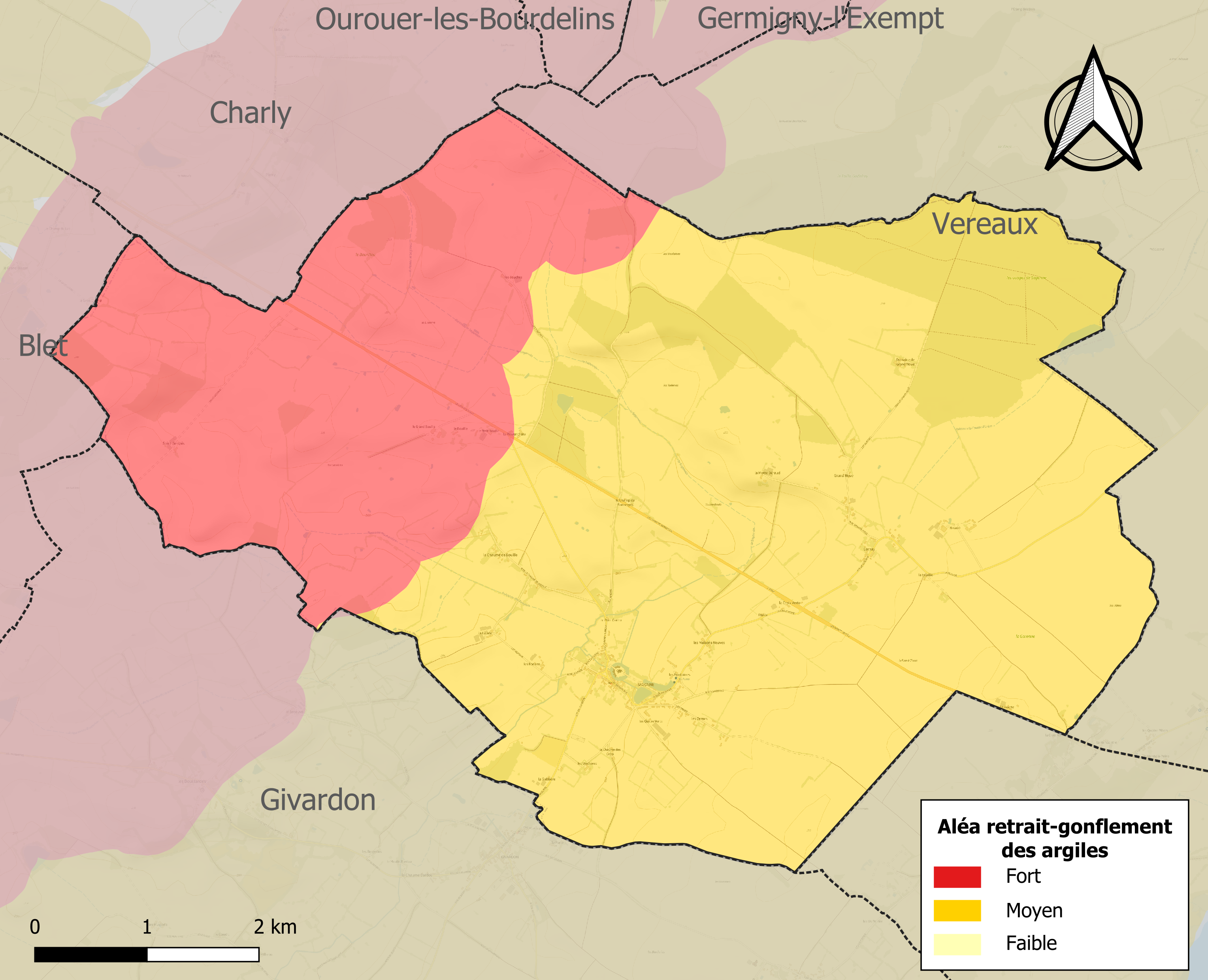
Carte des zones d'aléa retrait-gonflement des sols argileux de Sagonne.

La commune est vulnérable au risque de mouvements de terrains constitué principalement du retrait-gonflement des sols argileux. Cet aléa est susceptible d'engendrer des dommages importants aux bâtiments en cas d’alternance de périodes de sécheresse et de pluie. La totalité de la commune est en aléa moyen ou fort (90 % au niveau départemental et 48,5 % au niveau national). Sur les 150 bâtiments dénombrés sur la commune en 2019, 150 sont en aléa moyen ou fort, soit 100 %, à comparer aux 83 % au niveau départemental et 54 % au niveau national. Une cartographie de l'exposition du territoire national au retrait gonflement des sols argileux est disponible sur le site du BRGM,.
Concernant les mouvements de terrains, la commune a été reconnue en état de catastrophe naturelle au titre des dommages causés par la sécheresse en 2018, 2019 et 2020 et par des mouvements de terrain en 1999.

#### Risques technologiques
Le risque de transport de matières dangereuses sur la commune est lié à sa traversée par des infrastructures routières ou ferroviaires importantes ou la présence d'une canalisation de transport d'hydrocarbures. Un accident se produisant sur de telles infrastructures est en effet susceptible d’avoir des effets graves au bâti ou aux personnes jusqu’à 350 m, selon la nature du matériau transporté. Des dispositions d’urbanisme peuvent être préconisées en conséquence.

## Toponymie
Sagonne tient son nom de la déesse gauloise protectrice de la source, Soucouna. Le socle d'une statue à son nom a été retrouvé et le site est d'origine gallo-romaine.

## Histoire
Ancien oppidum, construit le long de la voie romaine qui reliait Lyon à Bourges en passant par Autun, le site a été mentionné pour la première fois par écrit à 832. C'est Wicfried, comte de Bourges, qui offrira ce domaine à sa fille Agane en l'honneur de son mariage avec Robert, qui sera l'un des aïeux d'Hugues Capet.
Connue depuis le Xe siècle, la seigneurie de Sagonne (issue des Charenton ?) se retrouve liée aux domaines des comtes de Sancerre (branche cadette des comtes de Champagne et de Blois ; puis maison de Bueil). Le château fut élevé au cours du XIVe siècle pour contrôler l'itinéraire de Bourges à Sancoins.
Anne de Bueil, héritière des Sancerre, se marie en 1428 avec Pierre d'Amboise, compagnon de Jeanne d'Arc et la dynastie des Amboise demeurera à Sagonne jusqu'à ce que madame Antoinette d'Amboise soit obligée de revendre son domaine à M. Jean Babou en 1542.
Sagonne sera érigé en comté au XVe siècle, et c'est Charles de L'Aubespine qui le rachète en 1632. Son neveu, héritier dépensier, se fera saisir son bien afin de rembourser ses créanciers.
Le financierClaude Lebas/Le Bas de Montargis achète le château en 1695, pour le revendre presque aussitôt à Nicolas-Bernard Morel de Boistiroux, conseiller et aumônier du roi, abbé prieur de Buzet. 
Mais le beau-père de Claude Lebas (Le Bas), le grand architecte Jules Hardouin-Mansart fit annuler la transaction par le duc de Bourbon, prince de Condé, seigneur du Bourbonnais, en vertu du droit de retrait féodal, pour se rendre acquéreur de Sagonne en 1699. Il s'agissait pour lui de posséder un domaine féodal titré afin de faire valoir sa qualité de comte. confirmée par Louis XIV en juillet 1699. Il effectua d'importants travaux et extensions au début du XVIIIe siècle. Le comté passe ensuite à son fils Jacques, comte de Sagonne, puis à son petit-fils Jacques Hardouin-Mansart de Sagonne, homonyme de son père, architecte du roi Louis XV. 
À compter de 1762 et jusqu'à la Révolution française, Anne d'Arpajon, duchesse de Mouchy, héritière des Mansart - elle était fille de Louis II d'Arpajon et d'Anne-Charlotte Le Bas, fille de Claude Le Bas de Montargis et de Catherine-Henriette Mansart, elle-même fille de Jules Hardouin-Mansart) et dame d'honneur des reines Marie et Marie-Antoinette - qui sera guillotinée en 1794 comme son époux.
Le château sera dès lors pillé, ses toits démontés pour récupérer bois et plomb, servira de carrière de pierre et de ferme. 
Le château est classé monument historique en 1914, mais resta à l'abandon. En 1977, il est racheté par François Spang-Babou, qui commence une restauration de longue haleine. Aujourd'hui remonté en partie, il est ouvert à la visite durant la saison estivale.

## Politique et administration
| Période                                  | Période  | Identité          | Étiquette | Qualité                                          |
| ---------------------------------------- | -------- | ----------------- | --------- | ------------------------------------------------ |
| Les données manquantes sont à compléter. |          |                   |           |                                                  |
| mars 2001                                | mai 2020 | Andrée Joly       |           | Retraitée salariée du secteur privé              |
| mai 2020                                 | En cours | Vincent Gauthier, |           | Professeur des écoles ou instituteur ou assimilé |

## Démographie
L'évolution du nombre d'habitants est connue à travers les recensements de la population effectués dans la commune depuis 1793. Pour les communes de moins de 10 000 habitants, une enquête de recensement portant sur toute la population est réalisée tous les cinq ans, les populations de référence des années intermédiaires étant quant à elles estimées par interpolation ou extrapolation. Pour la commune, le premier recensement exhaustif entrant dans le cadre du nouveau dispositif a été réalisé en 2008.

En 2022, la commune comptait 188 habitants, en évolution de +1,08 % par rapport à 2016 (Cher : −2,48 %, France hors Mayotte : +2,11 %).
| 1793 | 1800 | 1806 | 1821 | 1831 | 1836 | 1841 | 1846 | 1851 |
| ---- | ---- | ---- | ---- | ---- | ---- | ---- | ---- | ---- |
| 606  | 604  | 723  | 626  | 665  | 678  | 683  | 750  | 732  |

| 1856 | 1861 | 1866 | 1872 | 1876 | 1881 | 1886 | 1891 | 1896 |
| ---- | ---- | ---- | ---- | ---- | ---- | ---- | ---- | ---- |
| 764  | 777  | 805  | 745  | 760  | 705  | 702  | 643  | 636  |

| 1901 | 1906 | 1911 | 1921 | 1926 | 1931 | 1936 | 1946 | 1954 |
| ---- | ---- | ---- | ---- | ---- | ---- | ---- | ---- | ---- |
| 571  | 547  | 465  | 382  | 370  | 349  | 322  | 302  | 264  |

| 1962 | 1968 | 1975 | 1982 | 1990 | 1999 | 2006 | 2008 | 2013 |
| ---- | ---- | ---- | ---- | ---- | ---- | ---- | ---- | ---- |
| 221  | 213  | 204  | 199  | 201  | 221  | 228  | 230  | 189  |

| 2018 | 2022 | - | - | - | - | - | - | - |
| ---- | ---- | - | - | - | - | - | - | - |
| 194  | 188  | - | - | - | - | - | - | - |

## Culture locale et patrimoine

### Lieux et monuments
- Le château de Sagonne est classé monument historique depuis 1914[27].
- L'église Saint-Laurent, des XIIe et XVIe siècles, est inscrite au titre des monuments historiques depuis 1926[28].
- Maisons médiévales aux linteaux sculptés.
- Château de la Motte Beraud XVe siècle, ancienne motte féodale transformée en manoir d'habitation à la fin du XVe siècle.

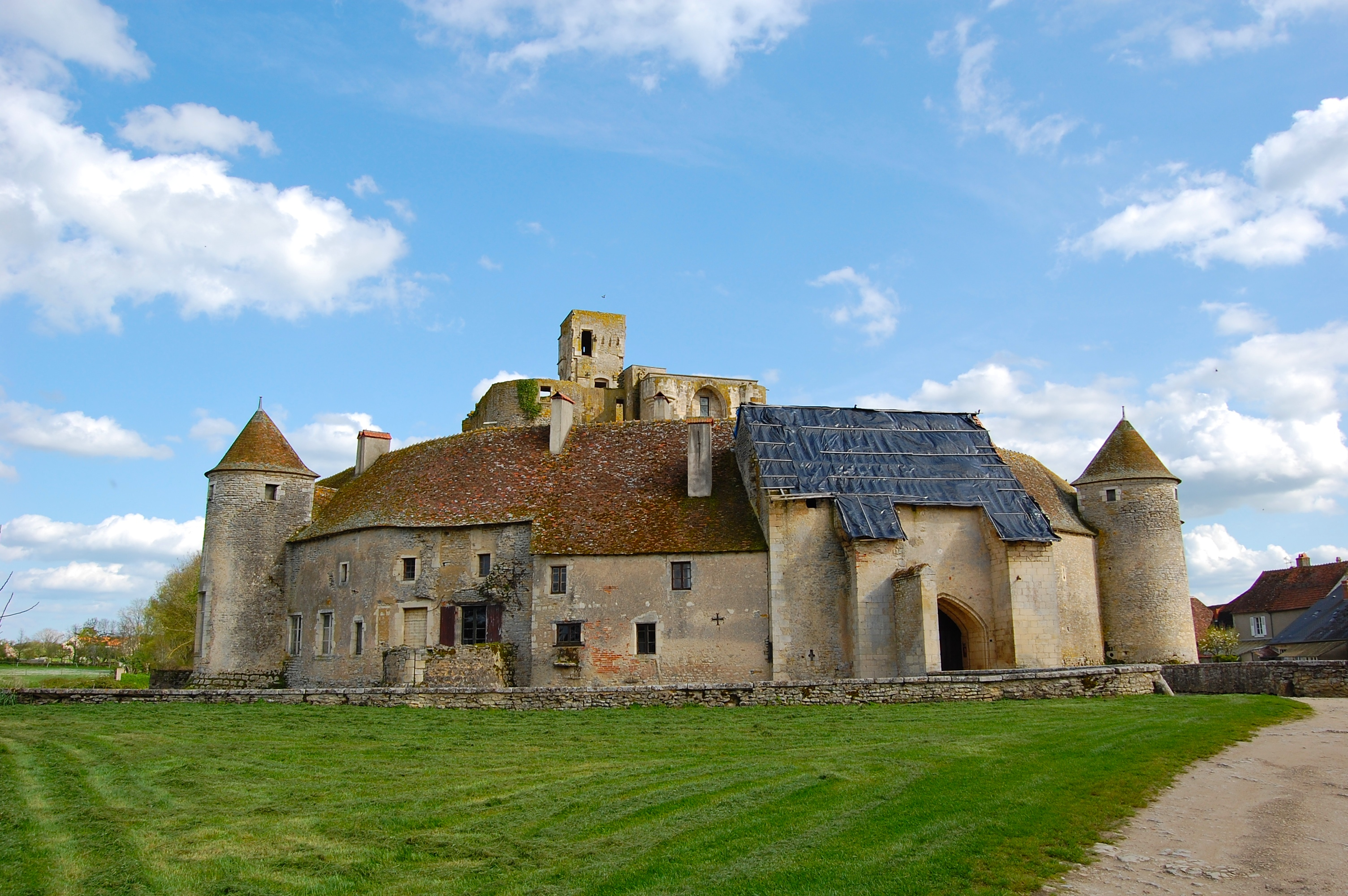
Le château de Sagonne.
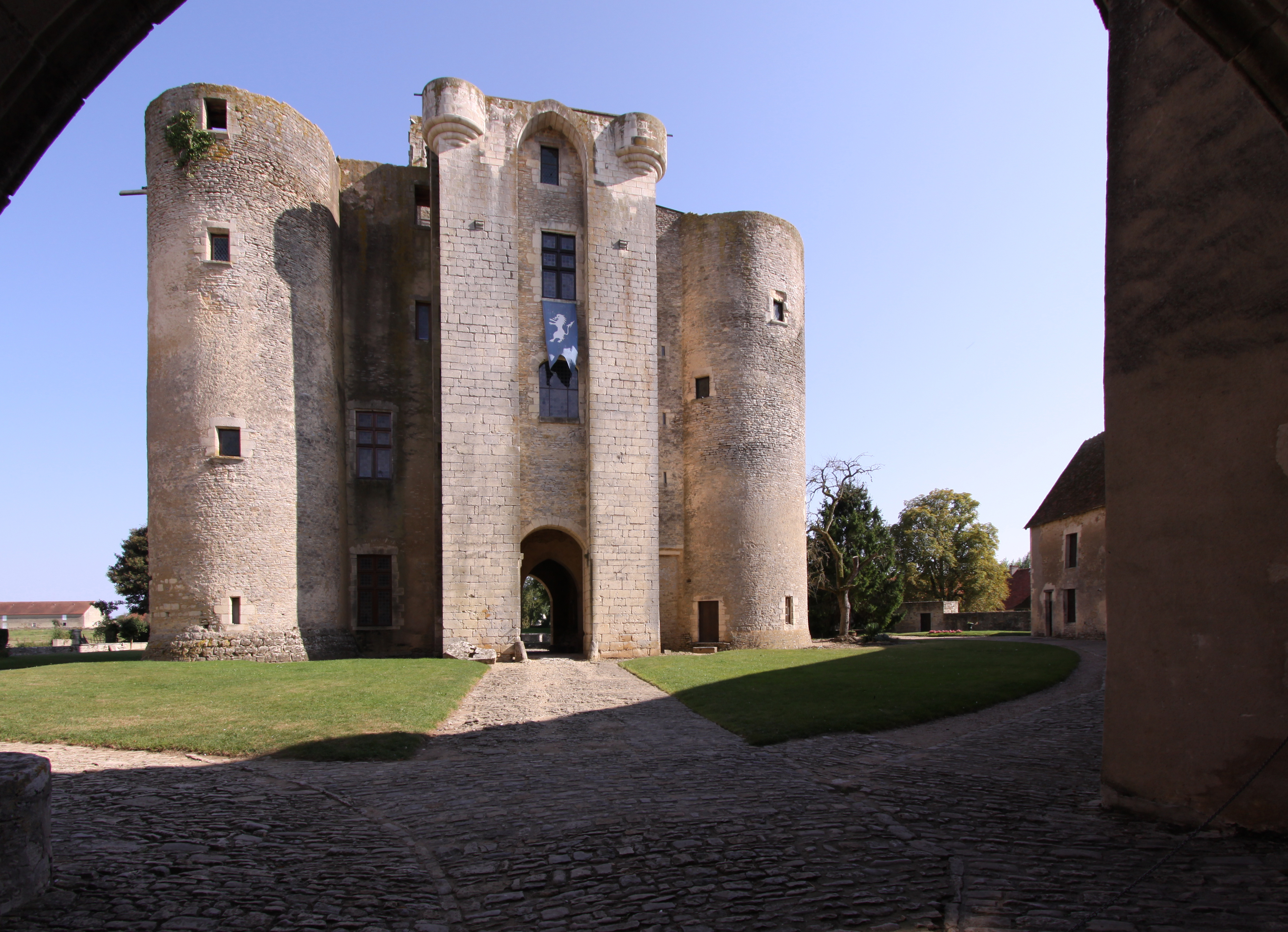
Donjon du château.
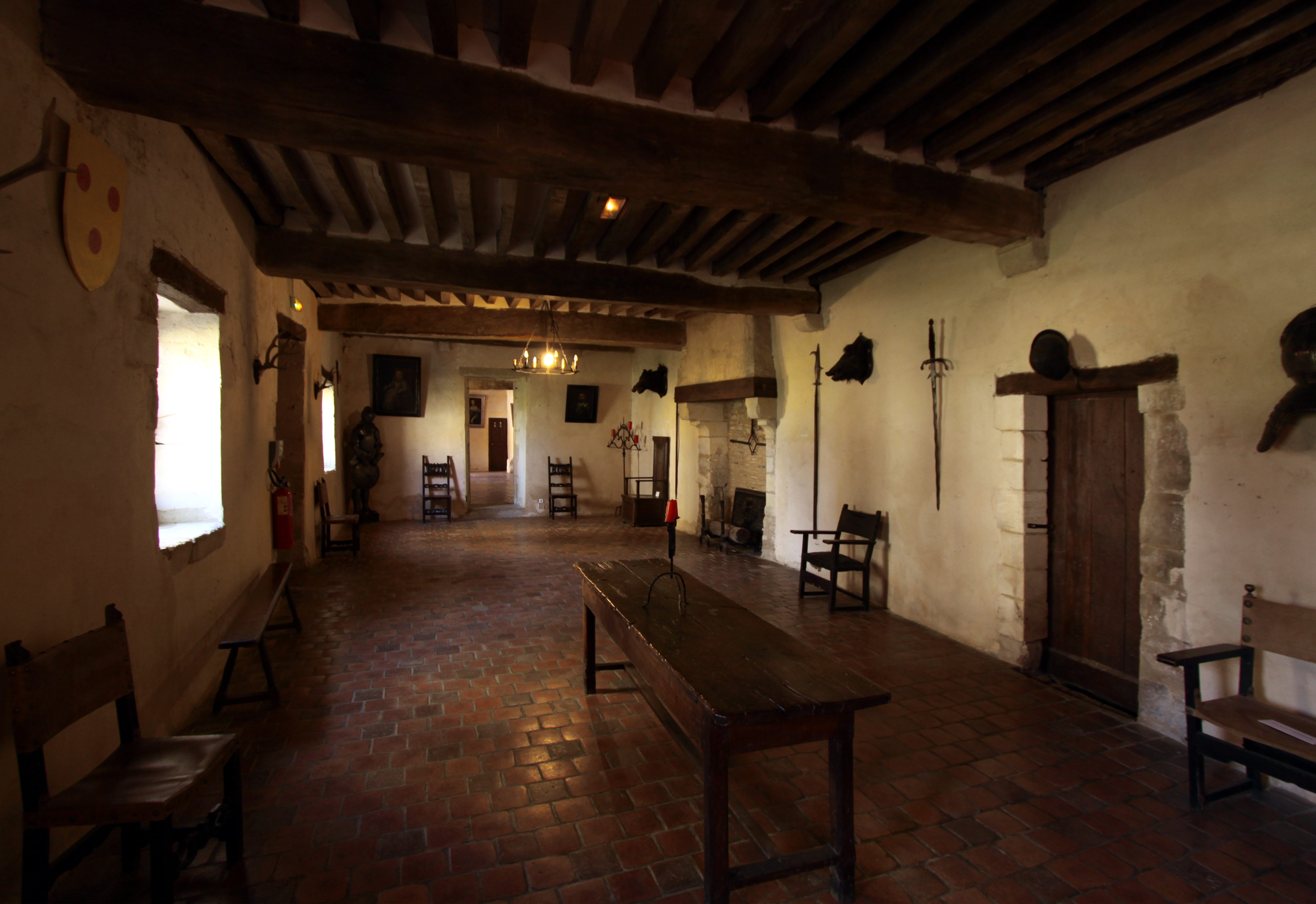
Intérieur du château.

### Personnalités liées à la commune
- Louis de Sancerre : connétable de France (1342 - 1402).
- Marguerite de Sancerre : comtesse de Sancerre, dame de Sagonne... (1355 - 1419).
- Charles II d'Amboise de Chaumont : grand amiral et maréchal de France mort à la bataille de Pavie
- Jean Babou : grand artilleur de France jusqu'à sa mort en 1569
- Gabrielle d'Estrée : maîtresse d'Henri IV, roi de France
- Charles de l'Aubespine : garde des sceaux en 1630
- Jules Hardouin-Mansart : architecte de Louis XIV.
- Jacques Hardouin-Mansart de Sagonne : architecte de Louis XV.
- Anne-Claude-Louise d'Arpajon, comtesse de Noailles, duchesse de Mouchy, première dame d'honneur de Marie Antoinette.